# Давыдовка (станция)
Давыдовка — железнодорожная станция Юго-Восточной железной дороги. Располагается в посёлке Давыдовка Лискинского района Воронежской области.
Станция открыта в 1869 году. Здание железнодорожного вокзала построено в 1910 году является памятником архитектуры регионального значения.
На станции осуществляется движение пригородных поездов. Железная дорога электрифицирована.

## Инфраструктура
Ведётся приёмка и выгрузка грузов на подъездных путях и местах необщего пользования и допускаемых к хранению на открытых площадках общего пользования. Также ведётся продажа билетов на пассажирские поезда и выдача, приём багажа.
Имеется здание железнодорожного вокзала и пешеходный мост для перехода через пути.